# Дубова (Кропивницький район)
Дубова — колишній населений пункт в Кіровоградській області; Кропивницький район.

## Стислі відомості
В часі Голодомору 1932—1933 років нелюдською смертю померло не менше 2 людей.
Дата зникнення станом на листопад 2022 року невідома.